# دنیس تن
دنیس تن (Денис Юрийұлы Тен؛ ۱۳ ژوئن ۱۹۹۳ – ۱۹ ژوئیهٔ ۲۰۱۸) اسکیت‌باز نمایشی اهل قزاقستان بود.